# Nana (Călărași)
Nana es una comuna rumana del condado de Călărași.

## Geografía
La comuna se encuentra al sureste de Bucarest, en la región de Muntenia, en Valaquia.

## Historia
Hacia comienzos del siglo XX, la comuna, que por entonces pertenecía al condado de Ilfov, formaba parte de la comuna de Parepa y tenía contabilizada una población de 656 habitantes.
En la segunda mitad del siglo XX la comuna, compuesta exclusivamente por la localidad homónima, había pasado a formar parte del condado de Călărași. En el censo de 2021 la comuna tenía una población de 2284 habitantes.